# Barreteros de Zacatecas
Maillots
Les Barreteros de Zacatecas sont un club mexicain de basket-ball évoluant en Liga Nacional de Baloncesto Professional, soit le plus haut niveau du championnat mexicain. Le club est basé dans la ville de Zacatecas.

## Entraîneurs successifs
- Alejandro Rodriguez

## Joueurs célèbres ou marquants
- Antonio Rivers